# Lago Kasba
El lago Kasba ({´lang-en|Kasba Lake}}) es un lago de Canadá localizado en la parte virgen del país, en la frontera entre los Territorios del Noroeste, donde se encuentra la mayor parte de la superficie del lago, y el Territorio Autónomo de Nunavut, casi en el límite con las provincias de Saskatchewan y Manitoba. El área de la superficie de agua de 1.317 km², la superficie total es de 1.341 km², incluyendo las islas. El lago está a 336 m sobre el nivel del mar. El río Kazan,  es el emisario del lago por su lado nororiental, que atraviesa después los lagos el Ennadai (669 km²), Angikuni (510 km²), Yatkayed (1.334 km²), Forde y Baker (1.887 km²), ya en el curso del río Thelon, que termina por desaguar en el Chesterfield Inlet, un entrante de la bahía de Hudson.